# Parcelhus
Et parcelhus er et fritliggende hus med have, beregnet som bolig for én familie og opfattes oftest som et hus i en etage. Udtrykket er baseret på, at grundstykket/parcellen er udstykket af en større ejendom. De fleste parcelhuskvarterer er oprettet ved udstykning af landbrugsejendomme, men enkelte ligger dog på arealer, der har haft anden anvendelse, f.eks. industri, grusgrave m.v.
Udstykning af parceller til parcelhuse blev i Danmark fastlagt ved parcelsalgsloven af 30. juni 1922. Lovens anvendelsesområde var uklart, der var end ikke fastsat faste bestemmelser for hvilke kommuner, der havde pligt til at anvende loven, eller under hvilke omstændigheder, loven skulle anvendes. Kun var det fastsat, at hvis en kommune havde besluttet at tage loven i brug, så skulle den anvendes ved parcelinddeling af arealer på over 2.000 m2. Senere blev loven suppleret med bestemmelser i landsbyggeloven af 1960 og i udstykningsloven af 1963
Udtrykket stammer fra 1960'erne, hvor de store udstykninger af jord i parceller til byggeri af boliger tog fart.
Begrebet parcelhus anvendes i nedsættende betydning om enfamiliehuse uden særlige særpræg eller karakter.[kilde mangler]
I 2006 var der 1.019.387 parcelhuse i Danmark.